# Lijst van Oostenrijkse autosnelwegen

Overzicht van de Oostenrijkse autosnelwegen- en autowegennetwerk

De federale overheid van Oostenrijk heeft ASFiNAG belast met het beheer, onderhoud en het innen van tolgelden. Er zijn twee soorten rijkswegen: de Autobahn (autosnelweg) en de Schnellstraße (autoweg/expresweg). De Schnellstraße kunnen soms ook een wegprofiel van een snelweg hebben, waardoor het verschil tussen beide wegsoorten soms heel klein is.

## Lengte
Op 1 januari 2010 was er in Oostenrijk 1719 kilometer Autobahn en 466 kilometer Schnellstraße, waarvan ongeveer 288 kilometer een snelwegprofiel heeft. Daarnaast is ongeveer 56 kilometer Autobahn en 226 kilometer Schnellstraße in aanbouw of gepland.

### Tunnels
Van de 182 tunnels met een totale lengte van 340,895 kilometer bestaat 174 kilometer tunnel uit twee buizen. Om de verkeersveiligheid te verhogen worden veel tunnels uitgebreid met een tweede buis.

## Nummering
Volgens de Oostenrijkse wegenverkeerswet (Bundesstraßengesetz) zijn de eisen voor een Rijksweg A (Bundesstraße A) en een Rijksweg S (Bundesstraße S) gelijk. De Autobahnen en Schnellstraßen hebben naast een nummer ook een naam met regionale betekenis (bijvoorbeeld Inntal Autobahn (A12) en Semmering Schnellstraße (S6)), die vaak worden gebruikt bij verkeersinformatie. Op de bewegwijzering wordt alleen het nummer gebruikt en niet de naam.
De nummering van de snelwegafritten is gelijk aan de kilometrering. Bijvoorbeeld de 24ste aansluiting heeft niet het nummer 24 maar bijvoorbeeld 89, omdat de aansluiting bij kilometer 89 ligt. knooppunten tussen ‘’Autobahnen’’ en ‘’Schnellstraße’’ krijgen de naam Knoten. Hierbij wordt niet zoals in Duitsland gewoonlijk is, onderscheid gemaakt tussen Autobahndreieck (3 takken) of Autobahnkreuz (4 of meer takken).

## Tol

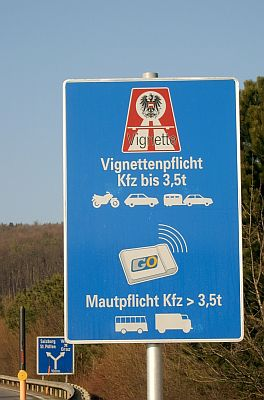
Verkeersbord dat aangeeft dat een weg een vignetplicht heeft

In Oostenrijk bestaat sinds 1997 op alle Autobahnen en Schnellstraßen een tolplicht door middel van een tolvignet.
De weg die vrijgesteld is, is het nog niet uitgebouwde trajectdeel van de Stockerauer Schnellstraße (S5) tussen Grafenwörth en Krems an der Donau. In elk geval wordt een tolweg aangegeven door een duidelijk bord direct bij de opritten van de Autobahnen en Schnellstraßen. 
Tevens wordt het trajectdeel van de Inntal Autobahn (A12) tussen de grensovergang Kiefersfelden en de aansluiting Kufstein-Süd als vignetvrij gezien. Er geldt wel een vignetplicht, maar sinds 30 november 2013 wordt er niet meer gecontroleerd op het bezit ervan.
Op wegen of tunnels waar apart tol wordt geheven (Sondermautstrecke) geldt geen vignetplicht, maar vaak zijn deze wegen alleen te bereiken via een weg die wel een vignetplicht heeft.

## Huidig wegennet

### Deelnetwerken
Het netwerk van Autobahnen en Schnellstraßen bestaat uit twee deelnetwerken, die niet door een inneroostenrijkse Autobahn of Schnellstraße is verbonden. Het westelijke deelnetwerk omvat de Inntal Autobahn (A12), de Brenner Autobahn (A13), de Rheintal/Walgau Autobahn (A14) en de Arlberg Schnellstraße (S16).
Het oostelijke deelnetwerk omvat alle overige Autobahnen en Schnellstraße. De enige snelwegverbinding tussen beide deelnetten gaat over Duits grondgebied. Via de Duitse A8 en A93 worden de Inntal Autobahn (A12) bij Kufstein met de West Autobahn (A1) bij Salzburg verbonden.

### Autobahnen
Alle Oostenrijkse snelwegen zijn ook regeltechnisch als autosnelweg aangegeven en moeten ook een snelwegprofiel hebben. Uitzonderingen hierop zijn de tunnels in de A9 en de A11 die maar één buis hebben. Alle andere autosnelwegen hebben vier of meer rijstroken, ongelijkvloers en fysiek gescheiden rijbanen.
| Nummer | Naam                         | Route | Lengte | Bijzonderheden                                                                                         |
| ------ | ---------------------------- | --- | ------ | --- |
|        | West Autobahn                | Wenen-Auhof - Sankt Pölten - Linz - Salzburg - A8 München (D)                                                                | 292 km | |
|        | Süd Autobahn                 | Wenen-Inzersdorf - Wiener Neustadt - Graz - Klagenfurt - Villach - A23 Udine (I)                                             | 377 km | |
|        | Südost Autobahn              | knooppunt Guntramsdorf (A2) - knooppunt Eisenstadt (S31)                                                                     | 38 km  | gepland: knooppunt Eisenstadt - Klingenbach (grens Hongarije)                                          |
|        | Ost Autobahn                 | Wenen-Erdberg - Schwechat - Bruck an der Leitha - M1 Boedapest (H)                                                           | 66 km  | |
|        | Nord Autobahn                | knooppunt Eibesbrunn (S1) - Wolkersdorf im Weinviertel - Schrick                                                             | 24 km  | in aanbouw: Schrick - Poysbrunn; gepland: Poysbrunn - Drasenhofen (grens Tsjechië)                     |
|        | Nordost Autobahn             | knooppunt Bruckneudorf (A4) - D4/D2 Bratislava (SK)                                                                          | 22 km  | |
|        | Mühlkreis Autobahn           | Linz - Gallneukirchen - Unterweitersdorf - S10 Freistadt                                                                     | 29 km  | |
|        | Innkreis Autobahn            | knooppunt Voralpenkreuz (A1/A9) - Wels - Ried im Innkreis - A3 Passau (D)                                                    | 76 km  | |
|        | Pyhrn Autobahn               | knooppunt Voralpenkreuz (A1/A8) - Kirchdorf an der Krems - Liezen - knooppunt St. Michael (S6/S36) - Graz - A1 Maribor (SLO) | 230 km | Tunnels bij Klaus an der Pyhrnbahn, de Bosrucktunnel (tol) en de Gleinalmtunnel (tol) hebben één buis. |
|        | Tauern Autobahn              | Salzburg - Bischofshofen - Spittal an der Drau - Villach                                                                     | 194 km | Tol: Tauern- en Katschbergtunnel                                                                       |
|        | Karawanken Autobahn          | Villach - A2 Ljubljana (SLO)                                                                                                 | 21 km  | Karawankentunnel (tol) heeft één buis                                                                  |
|        | Inntal Autobahn              | A93 München/Salzburg (D) - Kufstein - Innsbruck - Landeck - S16 Bludenz                                                      | 145 km | |
|        | Brenner Autobahn             | Innsbruck - A22 Bozen (I) | 35 km  | Tolweg                                                                                                 |
|        | Rheintal/Walgau Autobahn     | A96 Lindau (D) - Bregenz - Feldkirch - Bludenz - S16 Landeck                                                                 | 61 km  | |
|        | Wiener Außenring Autobahn    | knooppunt Steinhäusl (A1) - Alland - knooppunt Vösendorf (A2/S1)                                                             | 38 km  | |
|        | Donauufer Autobahn           | knooppunt Wien-Kaisermühlen (A23) - Korneuburg - Stockerau - S3 Hollabrunn                                                   | 34 km  | gepland: knooppunt Kaisermühlen - knooppunt Simmering                                                  |
|        | Autobahn Südosttangente Wien | Wenen-Altmannsdorf - Wenen-Hirschstetten - S2 Wenen-Süßenbrunn                                                               | 18 km  | |
|        | Welser Autobahn              | knooppunt Haid (A1) - Marchtrenk - Wels - knooppunt Wels (A8)                                                                | 20 km  | |
|        | Linzer Autobahn              | knooppunt Hummelhof (A7) - Linz-Urfahr                                                                                       | 8,5 km | gepland                                                                                                |

### Schnellstraßen
Doordat de Oostenrijkse verkeerswet geen Schnellstraße kent, zijn de Schellstraße, afhankelijk van het wegprofiel als autosnelweg of autoweg aangegeven.
De Schnellstraße S1, S2, S6, S33 en S36 zijn regeltechnisch een autosnelweg, S4 en S31 deels. Een speciaal geval is de S35, die ondanks het snelwegprofiel en deels een maximumsnelheid van 130 km/h toch als autoweg is aangegeven door een aantal scherpe bochten.
| Nummer | Naam                           | Route | Lengte | Wegprofiel                                                       | Bijzonderheden                                                                                       |
| ------ | ------------------------------ | --- | ------ | ---------------------------------------------------------------- | --- |
|        | Wiener Außenring Schnellstraße | knooppunt Vösendorf (A2/A21) - knooppunt Schwechat (A4) - ontbrekend tracé - S2 Wenen-Süßenbrunn - knooppunt Eibesbrunn (A5) - knooppunt Korneuburg (A22) | 40 km  | snelwegprofiel                                                   | gepland: knooppunt Schwechat - knooppunt Süßenbrunn                                                  |
|        | Wiener Nordrand Schnellstraße  | A23 Wenen - Wenen-Hirschstetten - Wenen-Süßenbrunn - S1 Wolkersdorf im Weinviertel                                                                        | 7 km   | snelwegprofiel                                                   | |
|        | Weinviertler Schnellstraße     | A22 Wenen - Stockerau - Hollabrunn | 22 km  | ongelijkvloerse driestrooksweg                                   | gepland: Hollabrunn - Kleinhaugsdorf (grens Tsjechië)                                                |
|        | Mattersburger Schnellstraße    | Wiener Neustadt - Mattersburg | 19 km  | snelwegprofiel (2,5 km); ongelijkvloerse vierstrooksweg          | |
|        | Stockerauer Schnellstraße      | Stockerau - knooppunt Jettsdorf (S33) - Krems an der Donau                                                                                                | 45 km  | snelwegprofiel (35,5 km); ongelijkvloerse tweestrooksweg         | gepland: verdubbeling Jettsdorf - Krems                                                              |
|        | Semmering Schnellstraße        | Neunkirchen - Mürzzuschlag - Bruck an der Mur - Leoben - knooppunt St. Michael (A9/S36)                                                                   | 105 km | snelwegprofiel                                                   | |
|        | Fürstenfelder Schnellstraße    | knooppunt Riegersdorf (A2) - Fürstenfeld - Heiligenkreuz im Lafnitztal (grens Hongarije)                                                                  | 28 km  |                                                                  | gepland                                                                                              |
|        | Marchfeld Schnellstraße        | Deutsch-Wagram - Strasshof an der Nordbahn - Marchegg (grens Slowakije)                                                                                   | 34 km  |                                                                  | gepland                                                                                              |
|        | Mühlviertler Schnellstraße     | A7 Linz - Unterweitersdorf - Neumarkt im Mühlkreis - Freistadt -                                                                                          | 22 km  | snelwegprofiel                                                   | gepland: Freistadt - Wullowitz (grens Tsjechië)                                                      |
|        | Arlberg Schnellstraße          | A12 Innsbruck - Landeck - Arlberg Straßentunnel - Bludenz - A14 Bregenz                                                                                   | 62 km  | ongelijkvloers tweestrooks-/driestrooksweg; deels snelwegprofiel | Tol: Arlberg Straßentunnel                                                                           |
|        | Bodensee Schnellstraße         | Lauterach - Höchst (grens Zwitserland) | - km   |                                                                  | gepland                                                                                              |
|        | Burgenland Schnellstraße       | Eisenstadt - Mattersburg - Oberpullendorf | 46 km  | snelwegprofiel (13 km); ongelijkvloerse vierstrooksweg (31 km)   | |
|        | Kremser Schnellstraße          | Sankt Pölten - Herzogenburg - Traismauer - knooppunt Jettsdorf (S5)                                                                                       | 28 km  | snelwegprofiel                                                   | |
|        | Traisental Schnellstraße       | Sankt Pölten - Wilhelmsburg | 9 km   |                                                                  | gepland                                                                                              |
|        | Brucker Schnellstraße          | Bruck an der Mur - Frohnleiten - knooppunt Deutschfeistritz (A9)                                                                                          | 36 km  | snelwegprofiel                                                   | |
|        | Murtal Schnellstraße           | knooppunt St. Michael (A9/S6) - Knittelfeld - Judenburg                                                                                                   | 36 km  | snelwegprofiel                                                   | gepland: Judenburg - Sankt Georgen ob Judenburg; in aanbouw: Sankt Georgen ob Judenburg - Scheifling |
|        | Klagenfurter Schnellstraße     | Sankt Veit an der Glan - Klagenfurt | 18 km  | ongelijkvloerse vierstrooksweg                                   | gepland: Scheifling - Friesach; in aanbouw: Friesach - Sankt Veit an der Glan                        |

Autobahnen: A1 · A2 · A3 · A4 · A5 · A6 · A7 · A8 · A9 · A10 · A11 · A12 · A13 · A14 · A21 · A22 · A23 · A24 · A25 · A26
Schnellstraßen: S1 · S2 · S3 · S4 · S5 · S6 · S7 · S8 · S10 · S16 · S18 · S31 · S33 · S34 · S35 · S36 · S37